# Кастельно-д’Арбьё
Кастельно́-д’Арбьё (фр. Castelnau-d'Arbieu) — коммуна во Франции, находится в регионе Юг — Пиренеи. Департамент — Жер. Входит в состав кантона Флёранс. Округ коммуны — Кондом.
Код INSEE коммуны — 32078.

## География
Коммуна расположена приблизительно в 570 км к югу от Парижа, в 70 км северо-западнее Тулузы, в 29 км к северу от Оша.
На северо-западе коммуны протекает река Жер.

## Климат
Климат умеренно-океанический. Лето жаркое и немного дождливое, температура часто превышает 35 °С. Зимой часто бывает отрицательная температура и ночные заморозки. Годовое количество осадков — 700—900 мм.

## Население
Население коммуны на 2010 год составляло 211 человек.
| 1962 | 1968 | 1975 | 1982 | 1990 | 1999 | 2010 |
| ---- | ---- | ---- | ---- | ---- | ---- | ---- |
| 287  | 270  | 220  | 204  | 188  | 187  | 211  |

## Администрация
| Период | Период | Фамилия           | Партия                  | Примечания |
| ------ | ------ | ----------------- | ----------------------- | ---------- |
| 1964   | 1977   | Марсель Сулес     | Социалистическая партия |            |
| 1977   | 2007   | Пьер Лебушер      | Разные правые           |            |
| 2007   | 2008   | Симон Дюмен       | Разные правые           |            |
| 2008   | 2009   | Фабьен Поль       | Разные правые           |            |
| 2009   | 2011   | Жан Лебушер       |                         |            |
| 2011   | 2014   | Шанталь Лапортери | Разные левые            |            |
| 2014   | 2020   | Оливье Тарбурьеш  |                         |            |

## Экономика
В 2010 году среди 141 человека трудоспособного возраста (15-64 лет) 103 были экономически активными, 38 — неактивными (показатель активности — 73,0 %, в 1999 году было 65,8 %). Из 103 активных жителей работали 91 человек (54 мужчины и 37 женщин), безработных было 12 (3 мужчин и 9 женщин). Среди 38 неактивных 12 человек были учениками или студентами, 12 — пенсионерами, 14 были неактивными по другим причинам.